# شابیه مونسالباجه
شابیه مونسالباجه (کاتالونیایی: Xavier Montsalvatge؛ ‏کاتالان: [ʃəβiˈe munsəlˈβadʒə]؛ ‏  زادهٔ ۱۱ مارس ۱۹۱۲ - درگذشت ۷ مه ۲۰۰۲) () موسیقی‌دان، آهنگساز، منتقد موسیقی و استاد برجستهٔ آموزشِ موسیقی اهل اسپانیا است.
او دانش‌آموختهٔ «هنرستان عالی موسیقی لوسئو» در رشتهٔ آهنگسازی و نوازندگی ویولن در بارسلون است و یکی از تأثیرگذارترین و مهم‌ترین چهره‌های موسیقی کاتالان در اواخر قرن بیستم میلادی محسوب می‌شود. مونسالباجه در سال ۱۹۷۰ دانشگاه محل تحصیل خود به عنوان مدرس مشغول به کار شد و سپس در سال ۱۹۷۸ استاد آهنگسازی شد. آثار او طیف گسترده‌ای از سبک‌های مختلف موسیقی کلاسیک را در بر می‌گیرد. او در سال ۱۹۸۲ نیز عضو هیئت داوران «مسابقه بین‌المللی پیانوی پالومای اوشیئا» در سانتاندر بود.
از آثار مشهور او می‌توان به اپرای «گربهٔ چکمه‌پوش» اشاره کرد.